# Lex Luthor: Drop of Doom
Lex Luthor: Drop of Doom ist ein Freifallturm im Six Flags Magic Mountain in Valencia (Kalifornien). Das Fahrgeschäft ist in die bestehende Superman: Escape from Krypton-Turmstruktur integriert.

## Virtual Reality
Während der Saison 2018 bot Lex Luthor: Drop of Doom für begrenzte Zeit ein Virtual-Reality-Erlebnis. Das Erlebnis würde DC Super Heroes: Drop of Doom VR heißen. Fahrer hatten die Möglichkeit, Samsung-Gear-VR-Headsets zu tragen, die von Oculus unterstützt werden, um während der Fahrt ein 360-Grad-3D-Erlebnis zu schaffen. Das Erlebnis versetzte die Gäste in einen Kampf zwischen Lex Luthor, Superman und Wonder Woman. Lex Luthor benutzte seine Anti-Schwerkraft-Strahlenkanone, um Gäste über den Wolkenkratzern schweben zu lassen, während die beiden Helden gegen die Lex Bots kämpften. Am Ende explodierte die Anti-Schwerkraft-Strahlenkanone, wodurch die Gäste auf die Straße stürzten. Dies war die zweite Attraktion im Six Flags Magic Mountain, die mit virtueller Realität ausgestattet wurde, die erste war The New Revolution.

## Rekorde
Lex Luthor: Drop of Doom war zum Zeitpunkt seiner Eröffnung der höchste Freifallturm der Welt und löste The Giant Drop im Dreamworld ab. Sein Rekord wurde am 4. Juli gebrochen. 2014, von Zumanjaro: Drop of Doom bei der Eröffnung bei Six Flags Great Adventure. Nachfolgend mit der Schließung von Zumanjaro im Jahr 2024 hat es seinen Titel als höchster Freifallturm der Welt zurückerobert.